# Signo de Dunphy
El signo de Dunphy consiste en hacer toser al paciente sospechoso de padecer una apendicitis aguda.
En el caso de que sí sufra una apendicitis aguda, al toser aumenta la presión abdominal y tendrá dolor en la fosa ilíaca derecha (que es la localización habitual del apéndice). Si al toser no refiere dolor en esa zona, el diagnóstico no estaría tan encaminado hacia la apendicitis aguda. Se dice que es un signo positivo cuando el toser hace aumentar o produce dolor en el punto de McBurney. 
Es una de las formas menos dolorosas de explorar este tipo de pacientes, si bien existen más de cuarenta signos clínicos en la apendicitis aguda.